# Liste der Baudenkmäler in Stolberg (Rhld.)
Die Liste der Baudenkmäler in Stolberg (Rhld.) enthält die denkmalgeschützten Bauwerke auf dem Gebiet der Stadt Stolberg (Rheinland) im Städteregion Aachen in Nordrhein-Westfalen. Diese Baudenkmäler sind in der Denkmalliste der Stadt Stolberg (Rheinland) eingetragen; Grundlage für die Aufnahme ist das Denkmalschutzgesetz Nordrhein-Westfalen (DSchG NRW).

Die Liste ist nach Stadtteilen sortiert.

## Teillisten

Stadtwappen

- Liste der Baudenkmäler in Atsch
- Liste der Baudenkmäler in Breinig
- Liste der Baudenkmäler in Büsbach
- Liste der Baudenkmäler in Dorff
- Liste der Baudenkmäler in Gressenich
- Liste der Baudenkmäler in Mausbach
- Liste der Baudenkmäler in Münsterbusch
- Liste der Baudenkmäler in Oberstolberg
- Liste der Baudenkmäler in Schevenhütte
- Liste der Baudenkmäler in Unterstolberg
- Liste der Baudenkmäler in Venwegen
- Liste der Baudenkmäler in Vicht
- Liste der Baudenkmäler in Zweifall